# Маківка (Білоцерківський район)
Макі́вка — село в Рокитнянській селищній громаді Білоцерківського району Київської області України. Населення становить 395 осіб.

## Населення

### Мова
Розподіл населення за рідною мовою за даними перепису 2001 року:
| Мова       | Кількість | Відсоток |
| ---------- | --------- | -------- |
| українська | 393       | 99.50%   |
| російська  | 1         | 0.25%    |
| румунська  | 1         | 0.25%    |
| Усього     | 395       | 100%     |